# オエクシ＝アンベノ

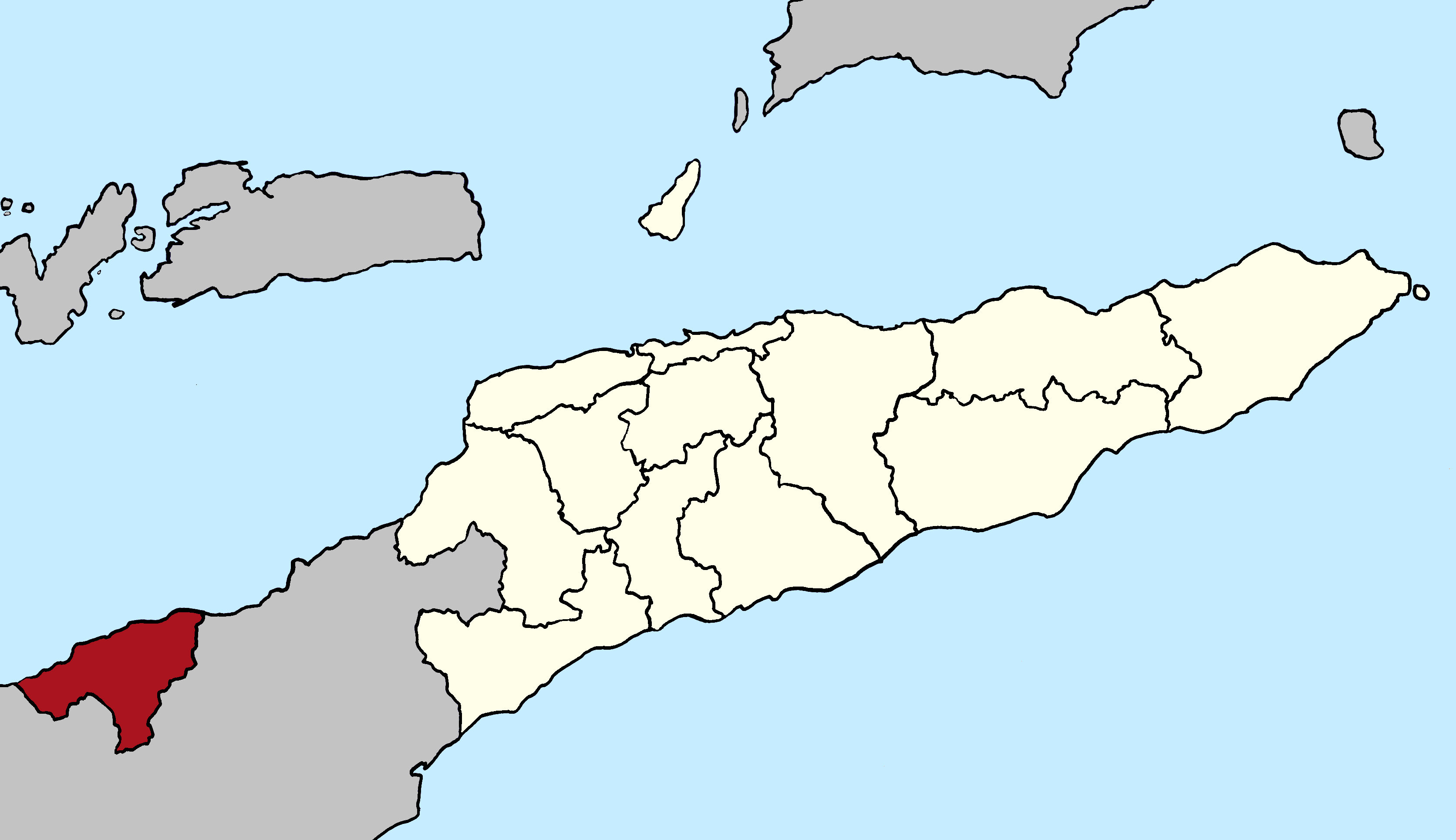
地図上の赤い小さな所

オエクシ＝アンベノ（Oecussi-Ambeno）は、ティモール島のインドネシア領西ティモールに囲まれた、東ティモール民主共和国の飛び地地区および県。一般にオエクシ県（Oecussi、オクシ、Okusiなどともいう）であるが、アンベノ県（Ambeno）とも呼ばれる。
面積は815km2で、オエクシの県都のパンテ・マカッサル（w:Pante Macassar）、ニティベ（Nitibe）、オエシロ、（Oesilo）、パシサベ（Passabe）の4つの地区に分かれており、人口58,521人である（2004年時点）。
ポルトガル人がオエクシに上陸する以前は、ティモール島西部の多くは仏教とイスラム教に変えられていたが、東部は現地人によるアニミズムであった。ポルトガル人修道士がオエクシに上陸したのち、カトリックを広めた。
オエクシはリファウ（Lifau）と呼ばれる現地人が王国を築いていたが、1515年ポルトガルがティモール島を植民地支配をするため、代表団として2人のポルトガル人カトリック修道士を送り、リファウに上陸した。その後オランダが支配権および天然資源の開発を巡り、ティモール島の西部の領有を要求し、ポルトガル、オランダ両国は要塞などを築き、ティモール島の争奪戦が起こった。1914年にポルトガル、オランダ両国によりティモール島の国境線が最終確定し、西部はオランダ領東インドの一部、東部はポルトガル領ティモールとなった。そして、西部にあったオエクシはポルトガル領ティモールの一部となった。東部ではポルトガルから独立の動きがある中で、オランダから独立したインドネシアが1975年に軍を東部に送り占領。2002年に東ティモール民主共和国としてインドネシアから独立すると同時に、オエクシも東ティモールの飛び地としての県になった。
なお、1980年代にニュージーランドにおいて「オクシ＝アンベノ首長国政府」を名乗って独立を主張して活動していた組織が存在していたが、それはブルース・グレンヴィルというニュージーランド人のアナキスト（無政府主義者）のアーティスタンプのプロデューサー（芸術家）が仕掛けたデマであった。